# Wuhan
Wuhan (chinois simplifié : 武汉 ; chinois traditionnel : 武漢 ; pinyin : Wǔhàn ) est la capitale de la province du Hubei, en Chine située en Chine centrale. Avec 8,9 millions d’habitants intra-muros (en 2018) et une municipalité de plus de douze millions d'habitants, c'est la septième ville du pays et la deuxième zone urbaine de l'intérieur, après Chongqing. Wuhan est située dans une plaine alluviale dépourvue de relief. La ville est une plaque tournante du transport, avec des dizaines de lignes de chemin de fer, de routes et d'autoroutes la reliant au reste du pays. Située sur le cours moyen du fleuve Yangzi, mais à une faible altitude (environ 30 m) au regard de son éloignement des côtes du Pacifique (env. 500 km), elle dispose d'un grand port fluvial (47 millions de tonnes de fret, un million de conteneurs). La ville a le statut administratif de ville sous-provinciale qui lui donne une complète autonomie dans le domaine économique. Malgré sa taille, elle n'est entrée que récemment, à partir de la décennie 2010, dans le processus de métropolisation, sous l'effet de politiques locales et régionales.
La ville de Wuhan est le point de départ de la révolution de 1911.
En janvier 2020, la ville est mise en quarantaine à la suite du déclenchement de la pandémie de Covid-19 au niveau national, dont on pense alors qu'elle prend ses origines dans l’agglomération.

## Histoire
Wuhan résulte du regroupement en 1927 des trois villes de Wuchang, Hankou et Hanyang dont l'histoire remonte aux premiers siècles de l'ère chrétienne. Des traces d'habitations datant d'il y a 6 000 ans, durant le néolithique ont été trouvés. Le site archéologique de Panlongcheng dans le district de Huangpi appartient à la culture d'Erligang (-1500 à -1300) avant l'ère commune. Pendant la période des printemps et des automnes, sous la Dynastie Zhou de l'Est (-770 à -256), elle était incluse dans l'État de Chu. Hankou devient au cours du XVIIIe siècle un des principaux carrefours commerciaux chinois. Au milieu du XIXe siècle, les puissances coloniales européennes obtiennent l'ouverture du marché chinois dans le cadre des traités inégaux, Hankou fait partie des onze villes ouvertes au commerce et plusieurs concessions étrangères, dont une concession française, s'y installent. En 1911, Wuhan est le point de départ de la révolution qui renverse la dynastie des empereurs Qing et instaure une année plus tard la république de Chine. Le comité central du Kuomintang, parti au pouvoir et le gouvernement de la République chinois s'installent provisoirement à Wuhan début 1927 au cours de l'opération de reconquête de la Chine livrée aux seigneurs de guerre. C'est dans cette ville que l'alliance entre le Parti communiste chinois et le Kuomintang est rompue et que s'amorce la guerre civile chinoise qui va opposer les deux parties jusqu'en 1950. Durant la seconde guerre sino-japonaise, Wuhan devient la capitale provisoire du gouvernement chinois du Kuomintang avant d'être conquise par les Japonais et de devenir un de leurs principaux centres logistiques.
Avec la prise de pouvoir du parti communiste chinois (1949), Wuhan bénéficie d'investissements importants qui en font un des principaux centres de l'industrie lourde chinoise. Avec un temps de retard, elle bénéficie à plein de la réforme économique chinoise des années 1980. Wuhan est le site d'implantation privilégié des entreprises françaises en Chine. À compter des années 2000 et comme toutes les grandes villes chinoises, Wuhan multiplie les infrastructures facilitant les transports avec la création d'un réseau de lignes de métro (339 kilomètres de voie et trois millions de passagers par jour en 2019), la réalisation d'un nouvel aéroport (24 millions de passagers en 2018) et l'édification en 2009 d'une gare destinée à recevoir les trains à grande vitesse qui la mettent désormais à 4 heures de Canton, Hong Kong et Pékin. La ville est un grand centre universitaire qui comprend plusieurs établissements universitaires et centres de recherche d'envergure nationale.

### Fondation
Wuhan résulte de la fusion en 1927 des villes de Wuchang, Hankou et Hanyang installées au confluent du fleuve Yangzi et de la rivière Han et séparées par ces cours d'eau. Ces trois villes sont apparues à des époques différentes de l'histoire chinoise. Wuchang est créée il y a environ 1 600 ans. Hanyang est édifiée durant la dynastie Han (206 av. J.-C. - 222 apr. J.-C.). Hankou est construite à l'époque des dynasties du Nord et du Sud (420-589). À l'époque, la rivière Han ne sépare pas comme aujourd'hui Hankou de Hanyang, mais celle-ci change son cours durant le règne de la dynastie Ming (1368-1644).

### Dynastie des Han

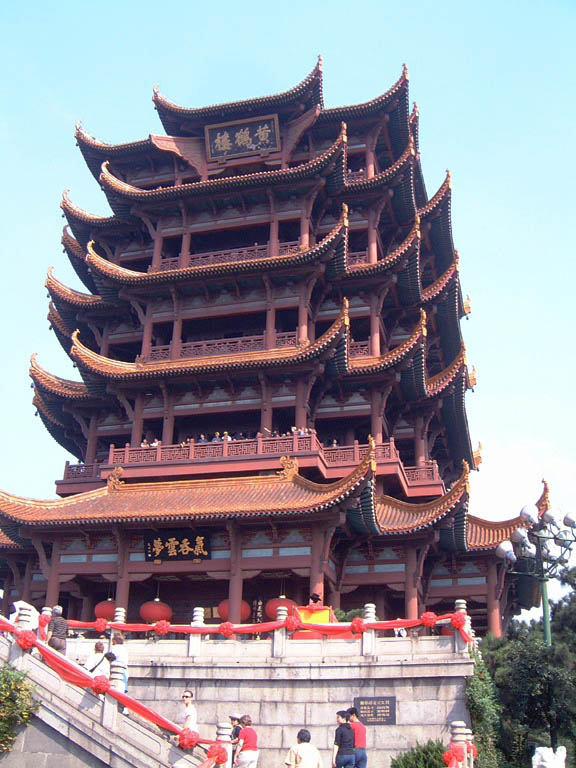
Tour de la Grue jaune.

Hanyang devient un port très actif sous la dynastie Han. En 203, les deux seigneurs de guerre Sun Quan et Liu Biao s'affrontent dans la bataille de Xiakou à une quarantaine de kilomètres au nord-ouest de Wuhan. Durant l'hiver 208-209 a lieu, non loin de Wuhan, sur la rive sud du fleuve Yangzi, la bataille de la Falaise rouge, une des batailles les plus célèbres de l'histoire de Chine, immortalisée dans le roman épique Les Trois Royaumes. Cette bataille, qui implique plusieurs centaines de milliers de combattants, entérine pour trois siècles la division politique entre la Chine du Nord, centrée sur la vallée du fleuve Jaune, et la Chine du Sud, centrée sur la vallée du fleuve Yangzi. C'est durant cette période qu'un rempart est construit autour des villes de Hanyang (206) et Wuchang (223). Dans cette dernière ville la même année est édifiée sur l'ordre de Sun Quan, dirigeant du royaume de Wu, la tour de la Grue jaune, édifice célèbre qui est par la suite détruit puis reconstruit… à douze reprises. Sa dernière reconstruction date de 1985 et il est aujourd'hui le monument emblématique de la ville de Wuhan,.
Au XIIIe siècle, Wuchang et Hanyang sont des villes qui prospèrent grâce au commerce et à l'artisanat. À partir de 1700, Hankou devient un port fluvial majeur de la Chine qui bénéficie d'une rupture de charge du fret qui y transite.

### Période coloniale et décollage de l'industrie

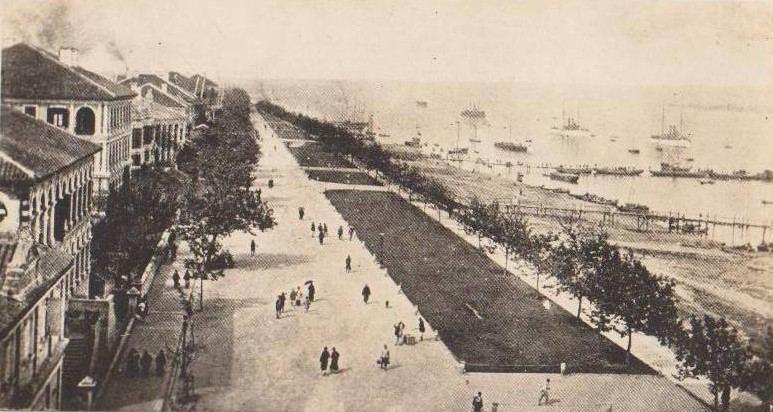
Les concessions étrangères du Bund de Hankou.

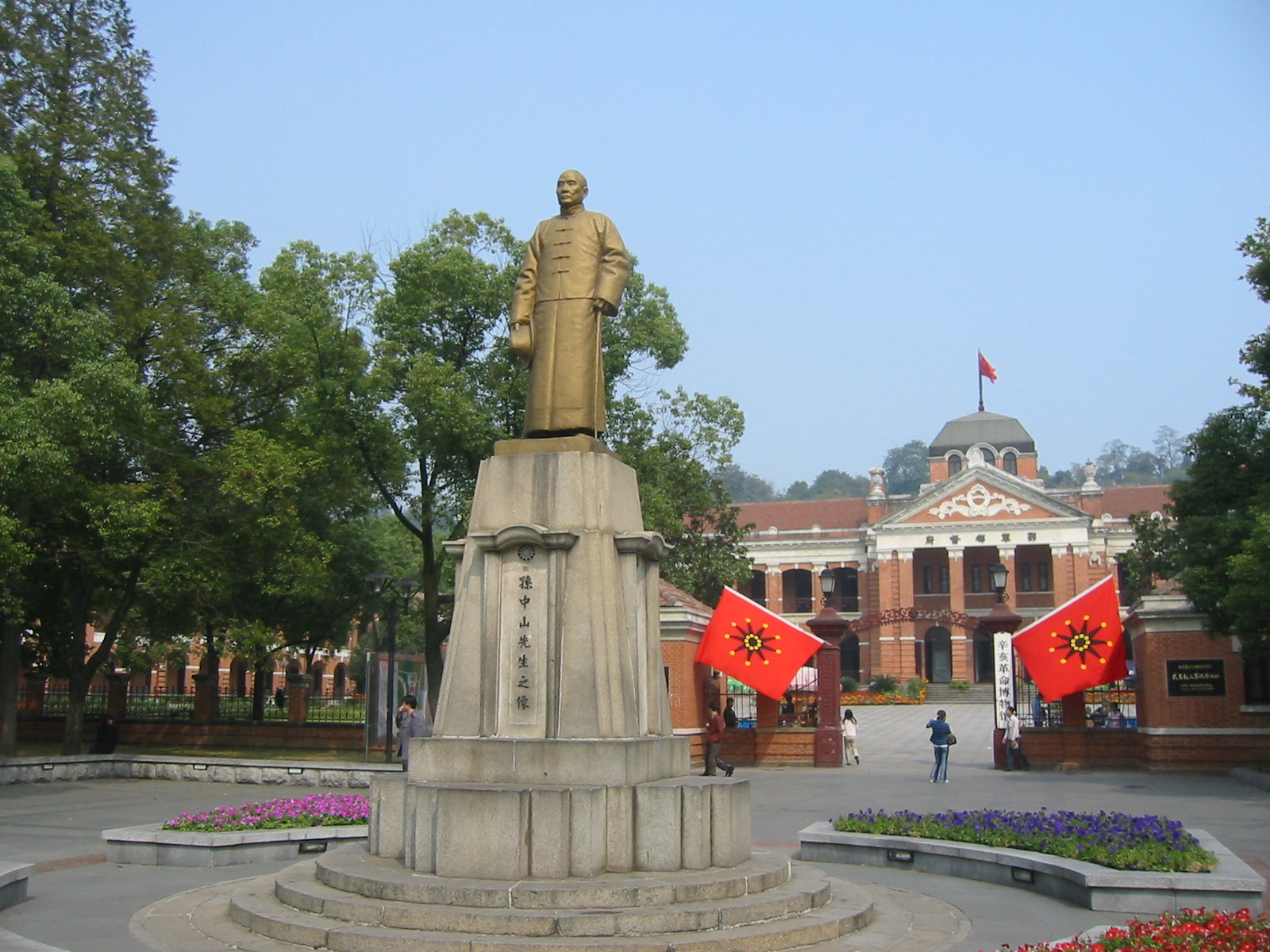
Statue de Sun Yat-sen (孙中山) sur la « place de l'Initiateur de la révolution » (首义广场), à Wuchang, Wuhan.

Jusqu'en 1840, la voie commerciale principale était la rivière Han mais à partir de cette date, avec l'ouverture de la Chine sur le monde extérieur et l'amorce d'un commerce international facilité par l'existence d'un réseau de transports de qualité, le fleuve Yangzi remplace le Han comme artère commerciale majeure. L'ouverture de la Chine obtenue par les traités inégaux extorqués par les puissances occidentales provoque de profonds bouleversements. Le traité de Tien-Tsin (1858), qui conclut la défaite de la Chine dans la guerre de l'opium, impose l'ouverture au commerce occidental de onze villes dont Hankou. En 1861, cinq concessions étrangères (Royaume-Uni, France, Russie, Japon et Allemagne) s'installent à Hankou. Sous l'impulsion de Zhang Zhidong, Gouverneur général du Huguang (le Huguang étant une province qui englobait les actuelles provinces de Hubei et de Hunan) de 1889 à 1894, puis de 1896 à 1902, la première aciérie moderne de Chine est construite à Hanyang en 1891 ainsi que l'arsenal de Hanyang qui produit des canons de petit calibre et des fusils. Ce réformateur modéré, qui conseille d’« apprendre les bases à la chinoise et d'apprendre les applications à l'occidentale », fonde l'université de Wuhan en 1893. D'autres industries — filatures, chantiers navals… — se développent également. Hankou devient le centre économique de l'agglomération. La ligne de chemin de fer reliant Pékin à Hankou (en) est construite entre 1897 et 1905 tandis que la branche reliant, sur l'autre rive, Wenchang à Canton n'est achevée qu'en 1936, le gouvernement chinois intervient durant la construction pour empêcher les capitaux français de prendre le contrôle de la ligne. Les deux lignes ne seront physiquement connectées qu'après la construction du premier pont sur le fleuve Yangzi, sous la république populaire de Chine, en 1957.

### République de Chine (1912-1949)
C'est une révolte dans une caserne de Wuchang (武昌起義, wǔchāng qǐyì), le 10 octobre 1911, initiée par Sun Yat-sen, qui déclenche la révolution chinoise de 1911 (辛亥革命, xīnhài gémìng), provoquant, avec la chute de la dynastie Qing, la fin du régime impérial et l'avènement de la première république de Chine. Le gouvernement de la dynastie Qing tente de contre-attaquer en envoyant des troupes reprendre Wuchang. Du 17 octobre au 1er novembre, l'armée révolutionnaire et des volontaires défendent la ville contre une armée mieux armée et plus nombreuse : la bataille de Yangxia (en) permet aux troupes gouvernementales de reprendre Hankou et Hanyang mais des pourparlers s'engagent avant la prise de Wuchang. Finalement Sun Yat-sen revient d'exil et la république de Chine est proclamée.
Mais le parti de Sun Yat-sen, le Kuomintang, ne tient que la région de Canton et le reste du pays, notamment Wuhan, est entre les mains des seigneurs de guerre. En 1926, Tchang Kaï-chek lance l'expédition du Nord dont l'objectif est de réunifier la Chine. Son armée progresse rapidement vers le nord et, fin 1926, il chasse le seigneur de guerre Wu Peifu qui occupait la province du Hubei dans laquelle se situe Wuhan. Le comité politique central du Kuomintang et le gouvernement de la République chinoise qui siégeaient jusque-là à Canton déménagent à Wuhan pour occuper une position plus centrale. Les trois villes de Wuchang, Hankou et Hanyang sont à cette occasion fusionnées pour donner naissance à la ville de Wuhan. Mais, en mars 1927, les opérations militaires sont interrompues car le Kuomintang s'est scindé en deux factions. Le comité central du parti a démis Tchang Kaï-chek de ses fonctions de chef des armées à la suite du massacre de Shanghai que celui-ci a provoqué et qui remet en cause l'alliance avec les communistes. Wang Jingwei remplace Tchang Kaï-chek tandis que ce dernier s'installe à Nankin avec les membres du parti qui sont hostiles aux communistes. Inquiété par les instructions données directement par Joseph Staline aux communistes chinois, Wang Jingwei décide de mettre fin en juillet 1927 à l'alliance avec les communistes. Le Kuomintang, purgé de ses membres communistes, est réunifié mais cet événement lance la guerre civile chinoise qui va opposer le Kuomintang au Parti communiste chinois de 1927 à 1949.
À compter de 1927, le gouvernement nationaliste conduit des opérations d'urbanisme consistant en des percées de vastes avenues : avenue Jiefang (3,1 km), avenue Fuxing Lu (1,3 km), et avenue Shouyi Lu (1,65 km). La concession française, fondée en 1896, est l'objet d'une première rétrocession au gouvernement de Wang Jingwei par le régime de Vichy en 1943. Cette cession est confirmée en 1946 (au XXIe siècle, il y a de nouveau une communauté française importante à Wuhan, et un consulat de France).
Pendant la guerre sino-japonaise, après le massacre de Nankin, la ville devient momentanément la capitale du gouvernement du Kuomintang ; elle est durement éprouvée par l'armée impériale japonaise qui utilise entre autres les armes chimiques à 375 reprises afin de s'assurer la domination de la région à l'automne 1938. Devant l'avancée des troupes japonaises, les installations sidérurgiques sont démontées et déplacées à Chongqing,.

### Débuts de l'ère communiste (1949-1980)

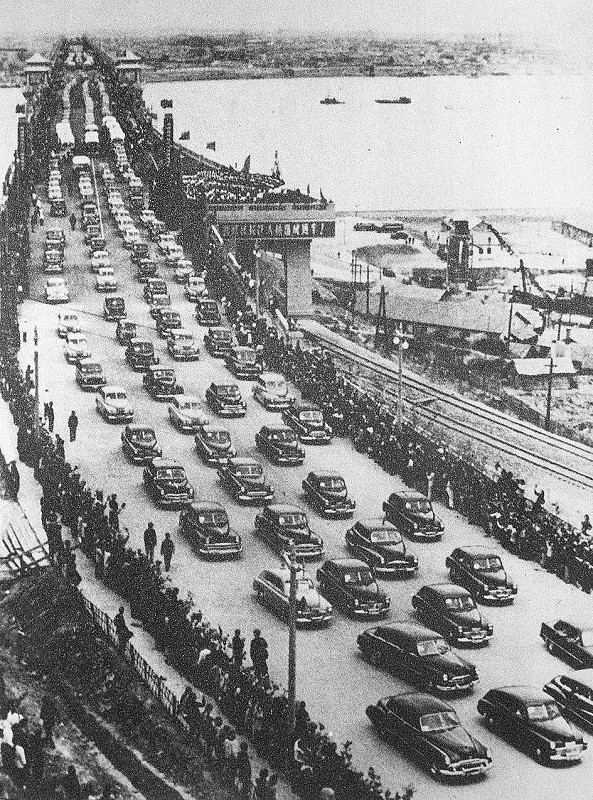
Ouverture du premier pont sur le fleuve Yangzi (1957).

L'arrivée au pouvoir du parti communiste chinois en 1949 va entraîner au cours des décennies suivantes de nombreuses réformes politiques, socio-économiques et culturelles qui auront une influence aussi bien à l'échelle nationale que locale. Le gouvernement chinois établit un premier plan quinquennal pour la période 1953-1957. Wuhan fait partie des quelques villes destinées à jouer un rôle clé dans le secteur de l'industrie lourde. Un vaste combinat, spécialisé dans la sidérurgie, avec une capacité de production de 3,5 millions de tonnes par an, est décidée dans le cadre du premier plan quinquennal chinois (1953-1957),. Les travaux commencent en 1955 et mobilisent 50 000 ouvriers. Cinq fours à coke, trois hauts fourneaux et six fours Martin sont construits. Des industries mécaniques et chimiques sont également implantées dans les années 1950. Les autres investissements lourds portent sur la création d'une usine de machines-outils, de chaudières, l'usine thermoélectrique Qingshan et la construction du premier pont sur le fleuve Yangsi qui permet le transit à la fois de véhicules routiers et de trains (1957). Les trains peuvent désormais relier directement les villes de la Chine du Nord, en particulier Pékin, à celles du Sud (Canton…). Plus de dix établissements d'enseignement supérieur dont la fameuse université de sciences et de technologie de Huazhong sont fondées à cette époque. Wuhan devient un centre majeur de l'industrie lourde et de la recherche en Chine. En cinq années la ville reçoit 136,92 milliards de yuans d'investissement soit 28,6% du montant total consacré au premier plan quinquennal. Ce développement économique s'accompagne de la construction de grands ensembles immobiliers pour loger les ouvriers, comme les 58 immeubles de l'ensemble Shazitang (7 000 habitants), construits en 1959.
Pour satisfaire les objectifs très ambitieux du deuxième plan quinquennal, dit du Grand Bond en avant (1958–1962), la ville décide le lancement de deux cents nouveaux projets. Mais l'absence de capitaux ne permet que la création de douze zones industrielles. À compter de 1965, les responsables chinois décident d'orienter principalement les investissements vers les villes de taille moyenne et petite situées dans les régions montagneuses à des fins militaires. Faute de capitaux, le développement de la ville se ralentit. Durant la révolution culturelle (1966-1976) les investissements se concentrent sur la petite industrie et les capitaux sont apportés par la municipalité et les structures administratives locales. Le slogan d'abord la production ensuite le niveau de vie entraîne un gel des constructions d'immeubles d'habitation. En 1975, les douze zones industrielles créées au début de cette phase étaient occupées et employaient 279 000 personnes. En 1981, Wuhan était devenu le quatrième centre industriel chinois après Shanghai, Pékin et Tianjin. Wuhan est le théâtre durant cette période d'une mutinerie, connue sous le nom d'incident de Wuhan.

### Réforme économique chinoise (depuis 1980)
La réforme économique chinoise permet à Wuhan de s'ouvrir au monde. La ville fait partie des villes pionnières qui bénéficient du nouveau système de planification simplifié de 1984 dans lequel les autorités municipales n'ont de compte à rendre qu'aux autorités centrales. Pour attirer les investisseurs étrangers Wuhan propose de créer la zone de développement des nouvelles hautes technologies de Donghu également appelée China's Optics Valley (1984) et la zone de développement économique et technologique de Wuhan à Zuankou (1985). Les autorités chinoises privilégient à l'époque les zones économiques situées dans les régions côtières (Shenzen) et le conseil d'état chinois ne donne son accord qu'en 1990. La construction et la promotion des deux zones débute en 1993. La réforme foncière de 1987 constitue un deuxième accélérateur de la croissance que Wuhan met en œuvre en 1992. La politique de Deng Xiaoping visant à développer les pôles économiques le long des côtes mais également le long des frontières et le long du fleuve Yangzi ouvre de nouvelles perspectives à Wuhan qui lance de nouvelles zones de développement et construit des infrastructures de transport lourdes comme le port de commerce de Qingshan, un deuxième et un troisième pont sur le Yangzi et l'aéroport international de Tianhe.
Durant la période 1955-2000, la ville s'étend en fonction de facteurs géographiques (le long des cours d'eau et routes principales, près des quartiers centraux) en prenant en compte les subdivisions administratives (districts) et les impératifs des plans. Cette expansion s'accompagne d'une refonte des centres-villes sous la poussée du marché de l'immobilier. À partir de 2000, la ville ne s'étend plus horizontalement mais verticalement.
Capitale de la province de Hubei, Wuhan est plus largement la ville principale des six provinces centrales — Anhui, Jiangxi, Henan, Hubei, Hunan et Shanxi — en faveur desquelles le ministère du Commerce lance en 2009 la campagne Go Inland (« Allez à l'intérieur ») : orientée vers les entreprises chinoises et étrangères, elle vise à concentrer l'essentiel de l'activité manufacturière dans cet ensemble régional, qui représente alors 28 % de la population et 20% du PIB.
En janvier 2020, la ville est mise en quarantaine à la suite du déclenchement d’une pandémie de Covid-19 au niveau national ayant pour origine l’agglomération, et sans doute le marché aux animaux. Au début de l'épidémie de maladie à Coronavirus, plusieurs hypothèses sur ses origines ont été suggérées. Une des hypothèses citait le Centre de prévention et du contrôle des maladies de Wuhan, situé à 280 mètres du marché aux animaux de Wuhan. Une autre hypothèse, plus souvent reprise, citait un autre centre, l'Institut de virologie de Wuhan,,. La communauté scientifique considère néanmoins que ces hypothèses d'une origine dans de tels centres ne repose sur aucune preuve.

## Géographie

### Site

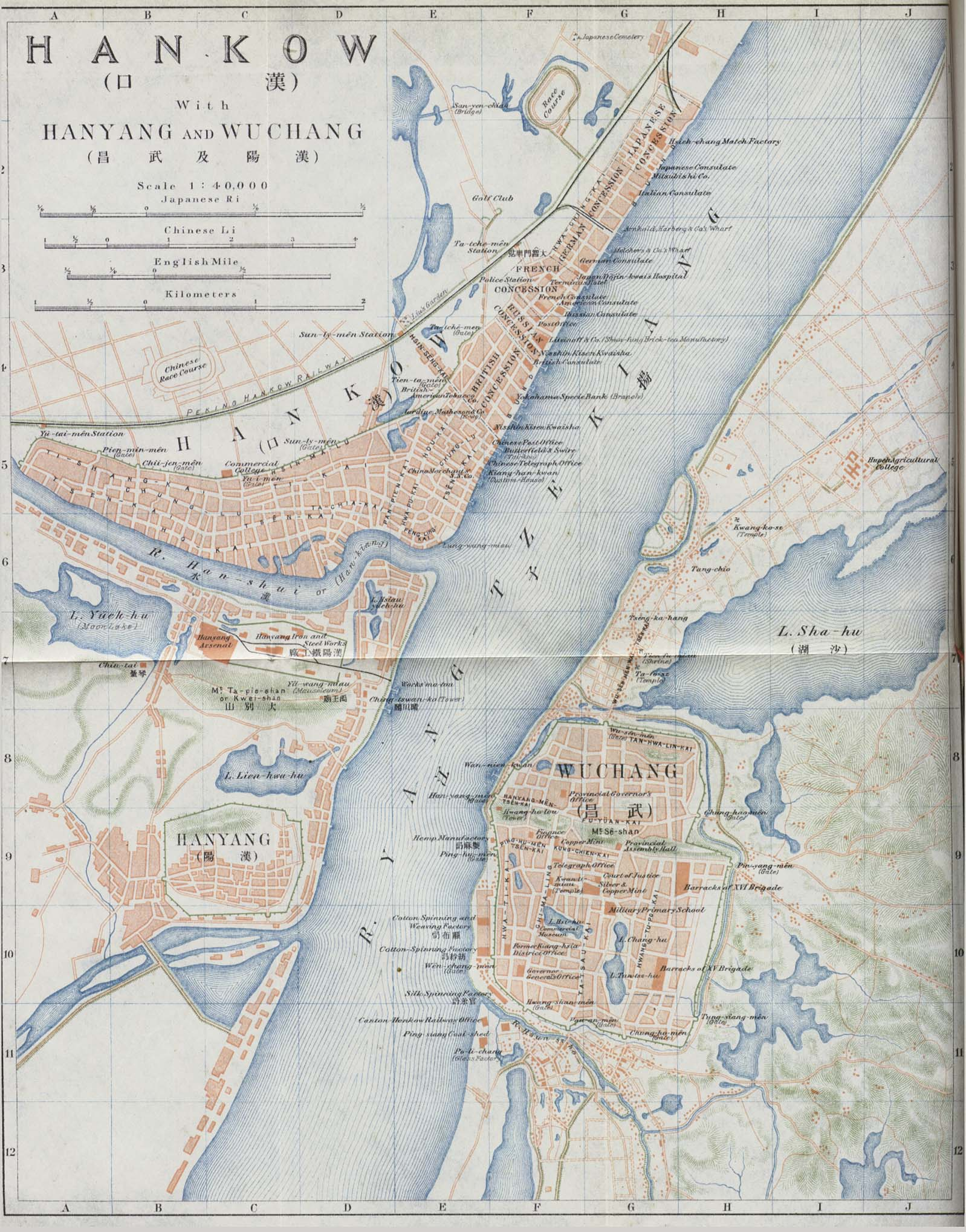
Carte de 1915 montrant l'implantation des trois villes (Wuchang, Hanyang et Hankou) séparées par le fleuve Yangzi et la rivière Han qui ont fusionné en 1927 pour former Wuhan.

La ville de Wuhan est située en Chine centrale dans la province de Hubei dont elle est la capitale. La ville se situe à environ 1 150 km au sud de Pékin, 700 km à l'ouest de Shanghai, 800 km au sud-est de Xi'an et 1 000 km au nord-ouest de Canton. Elle est édifiée au milieu de la plaine alluviale de Jianghan sur un terrain relativement plat dont l'altitude est comprise entre 22 et 27 mètres avec quelques reliefs modérés dispersés dans les banlieues. Wuhan est située au confluent du fleuve Yangzi, le troisième fleuve mondial par son débit (30 000 m3/s à son embouchure), et de la rivière Han, son affluent le plus important dont le débit moyen est de 2 000 m3/s. Malgré les ouvrages de régulation du cours du Yangzi (dont le barrage des Trois-Gorges inauguré en 2008), la ville continue à subir les crues violentes de ce fleuve comme celle de 2016 qui avait noyé une partie du réseau du métro ainsi que la gare principale. Wuhan est surnommée la ville de l'eau à cause de sa position sur le cours du Yangzi et parce que plus de 20 % de sa surface est occupée par des lacs dont les plus grands sont le lac de l'Est (Donghu) d'une superficie de 32 km2 et le lac Tangsun de 47,6 km2,.

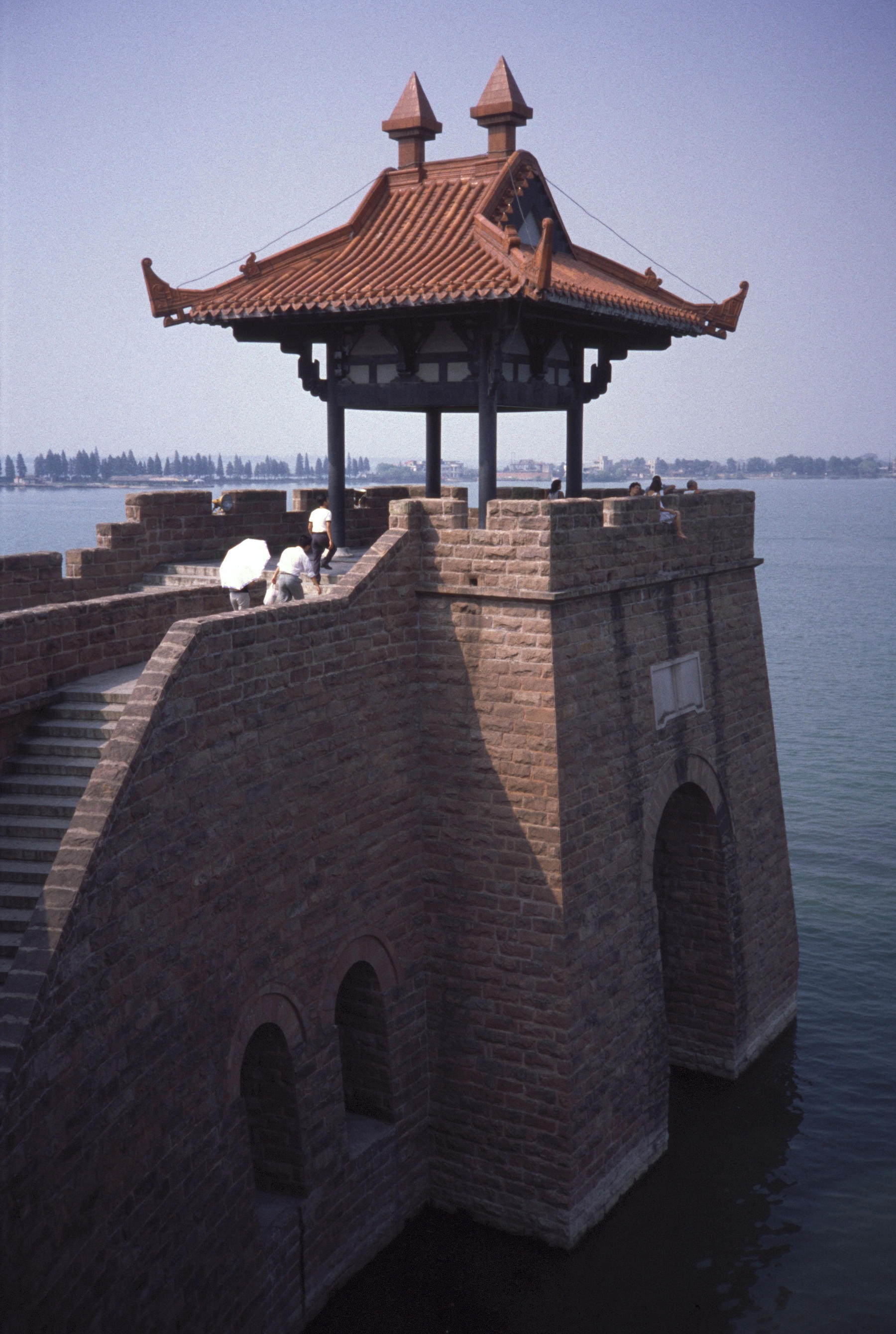
Le lac de l'Est.

Wuhan résulte de la fusion de trois villes séparées par le fleuve Yangzi ou la rivière Han :
- Wuchang (武昌), sur la rive droite du fleuve Yangzi, se caractérise par de vastes et nombreux lacs, vestige d'anciens méandres ; on y trouve aujourd'hui la plupart des universités ;
- Hankou (汉口, Hankéou en notation EFEO) sur la rive gauche du fleuve Yangzi et au nord de la rivière Han où étaient situées les concessions étrangères aux XIXe et XXe siècles, aujourd'hui centre des affaires ;
- Hanyang (汉阳) sur la rive gauche du fleuve Yangzi et sur l'autre rive de la rivière Han.

### Métropolisation
Important centre industriel et nœud ferroviaire, Wuhan est cependant restée longtemps en retrait du processus de métropolisation, qui touche les grandes villes à l'échelle mondiale. La ville n'a pas bénéficié des politiques de développement concentrées d'abord sur les façades littorales et ensuite sur les provinces périphériques. C'est sous l'impulsion des autorités locales, encouragées par la politique de développement du corridor économique du Yangzi, que la ville a entamé à partir de 2010 un processus rapide de métropolisation. Tous les ingrédients classiques du phénomène y sont développés sur un pas de temps très bref : construction de quartiers d'affaires (Wuchang par exemple), d'une écocité (Caidian), d'une gare et d'une ligne TGV, et de plusieurs lignes de métro. Le réseau de métro a été développé plus rapidement encore qu'à Shanghai avec la construction de deux lignes par an entre 2012 et 2019, date à laquelle le réseau comptait 9 lignes.

### Climat
La ville est considérée comme l'une des trois métropoles les plus chaudes de la Chine, en raison des températures très élevées atteintes en été. Le climat de Wuhan correspond aux critères du climat subtropical humide à influence de mousson, typique d'une grande partie de la Chine de l'est. Les précipitations sont très abondantes au printemps et en été en raison de la mousson, le mois le plus arrosé étant celui de juillet avec une moyenne mensuelle de précipitations de 224,7 mm. Les étés ont tendance à être extrêmement chauds et humides avec des Indice de chaleur qui peuvent facilement dépasser 45 °C, rendant la chaleur suffocante de jour comme de nuit. De violentes averses très chaudes ont aussi tendance à se produire durant la période estivale sous une chaleur quasi constante. Les hivers sont doux voire parfois froids. Le record de froid est de −18,1 °C et le record de chaleur est de 39,6 °C pour la station principale. La station de l'aéroport a déjà relevé 42,0 °C.
| Mois                                | jan.  | fév.  | mars  | avril | mai   | juin  | jui.  | août  | sep.  | oct.  | nov.  | déc.  | année   |
| ----------------------------------- | ----- | ----- | ----- | ----- | ----- | ----- | ----- | ----- | ----- | ----- | ----- | ----- | ------- |
| Température minimale moyenne (°C)   | 1     | 3,5   | 7,4   | 13,6  | 18,9  | 22,9  | 26    | 25,3  | 20,7  | 14,7  | 8,4   | 2,9   | 13,8    |
| Température moyenne (°C)            | 4,6   | 7,1   | 11,3  | 17,9  | 23    | 26,6  | 29,5  | 28,9  | 24,6  | 18,9  | 12,6  | 6,9   | 17,7    |
| Température maximale moyenne (°C)   | 8,1   | 10,7  | 15,2  | 22,1  | 27,1  | 30,2  | 32,9  | 32,5  | 28,5  | 23    | 16,8  | 10,8  | 21,5    |
| Record de froid (°C)                | −18,1 | −14,8 | −5    | −0,3  | 7,2   | 13    | 17,3  | 16,4  | 10,1  | 1,3   | −7,1  | −10,1 | −18,1   |
| Record de chaleur (°C)              | 25,4  | 29,1  | 32,4  | 35,1  | 36,1  | 37,8  | 39,3  | 39,6  | 37,6  | 34,4  | 30,4  | 23,3  | 39,6    |
| Ensoleillement (h)                  | 101,9 | 97    | 121,8 | 152,8 | 181   | 170,9 | 220,2 | 226,4 | 175,8 | 151,9 | 139,3 | 126,5 | 1 865,5 |
| Précipitations (mm)                 | 49    | 67,6  | 89,5  | 136,4 | 166,9 | 219,9 | 224,7 | 117,4 | 74,3  | 81,3  | 59,1  | 29,7  | 1 315,8 |
| Nombre de jours avec précipitations | 9,5   | 9,8   | 13,1  | 12,5  | 12,2  | 11,8  | 11,6  | 9,6   | 7,5   | 9     | 8     | 6,9   | 121,5   |
| Humidité relative (%)               | 76    | 75    | 76    | 75    | 74    | 77    | 77    | 77    | 75    | 76    | 75    | 73    | 75,5    |

## Économie
La base industrielle de la ville est le combinat sidérurgique Daye, propriété de Wuhan Iron and Steel, À partir de 1955 jusqu'à l'interruption de la coopération sino-soviétique, les coopérants ont construit un complexe identique à ceux existants en URSS. La construction s'achève dans les années 1960, puis le complexe est modernisé dans les années 1970, grâce aux Allemands, Suisses et Autrichiens,. Les premières années, il ne fonctionne qu'à 50 % de sa capacité. En 1994, une société de gestion des actifs de l'État est créée pour gérer le complexe sidérurgique, jugé rentable et moderne
Le site d'assemblage de Wuhan est la principale implantation industrielle de PSA Peugeot Citroën et de Nissan en Chine en partenariat avec le groupe local Dongfeng Motor Corporation. Il produit depuis les années 2000 l'ensemble des pièces détachées de Citroën. Le groupe SEB y dispose également d'une unité de production de biens domestiques. C'est la ville de Chine qui reçoit le plus d'investissements français.
Wuhan entretient de solides relations économiques avec la France. En effet, de nombreuses entreprises françaises se sont installées à Wuhan comme Renault, PSA… En 2013, le PIB total a été de 905 milliards de yuans, et le PIB par habitant de 89 000 yuans.

## Sciences
L'institut de virologie de Wuhan, qui dispose d'un laboratoire P4, effectue des recherches de haut niveau.

## Transports

### Transport fluvial
Wuhan étant situé au confluent du fleuve Yangzi (Yangzi Jiang) et de son affluent la rivière Han, dont les cours navigables traversent neuf provinces, dispose d'un des principaux ports fluviaux chinois. En 2019, 47 millions de tonnes de fret ont été débarqués ou embarqués dont plus de un million de conteneurs. Le port comporte sept zones portuaires distinctes qui comprennent ensemble 4,7 kilomètres de quai, 43 postes à quai et une superficie de stockage de 88,5 hectares. Le port peut accueillir des navires de 10 000 tonnes. La ville dispose de plusieurs terminaux d'où partent des ferrys qui desservent les agglomérations proches.

### Transport routier
Wuhan dispose du premier pont jamais construit sur le Yangzi Jiang. D'une longueur de 1 670 m, avec deux niveaux — un pour le rail et un pour la route — sa construction est commencée avec le concours d'ingénieurs soviétiques et achevée en 1957. En 2019, Wuhan compte sept ponts et un tunnel qui franchissent le Yangzi Jiang.
Un premier tunnel sous le Yangzi Jiang, long de 3,6 km à 2 fois 2 voies, permettant de relier Hankou à Wuchang, les deux principaux districts de Wuhan, est entré en service fin 2008. Une circulation de 50 000 véhicules par jour est prévue. L'ouvrage peut résister aux crues tricentennales et à des séismes de magnitude 6 sur l'échelle de Richter.

### Transport aérien
L'aéroport Wuhan-Tianhe situé dans le district de Huangpi à 26 kilomètres au nord du centre de la ville est le 16e aéroport chinois avec 24,5 millions de passagers et 221 576 tonnes de fret transportés en 2018. Il constitue une des plaques tournantes des compagnies intérieures chinoises Air China, China Eastern Airlines et China Southern Airlines. Des vols internationaux réguliers sont assurés à destination des villes de New York, San Francisco, Londres, Tokyo, Rome, Istanbul, Dubai, Paris, Sydney, Bangkok, Moscou, Osaka, Séoul et Singapour. Il dispose de deux pistes de 3,4 et 3,6 kilomètres de long. Le trafic passager transite par un terminal unique (T3) qui doit recevoir le renfort de deux autres terminaux en cours de refonte (IT et T2).
La compagnie aérienne française Air France a ouvert le 11 avril 2012 une liaison régulière avec l'aéroport de Paris-Charles-de-Gaulle à raison de 3 vols directs par semaine. Wuhan devient la première ville intérieure de la Chine à être en liaison directe avec Paris.

Transport aérien et ferroviaire
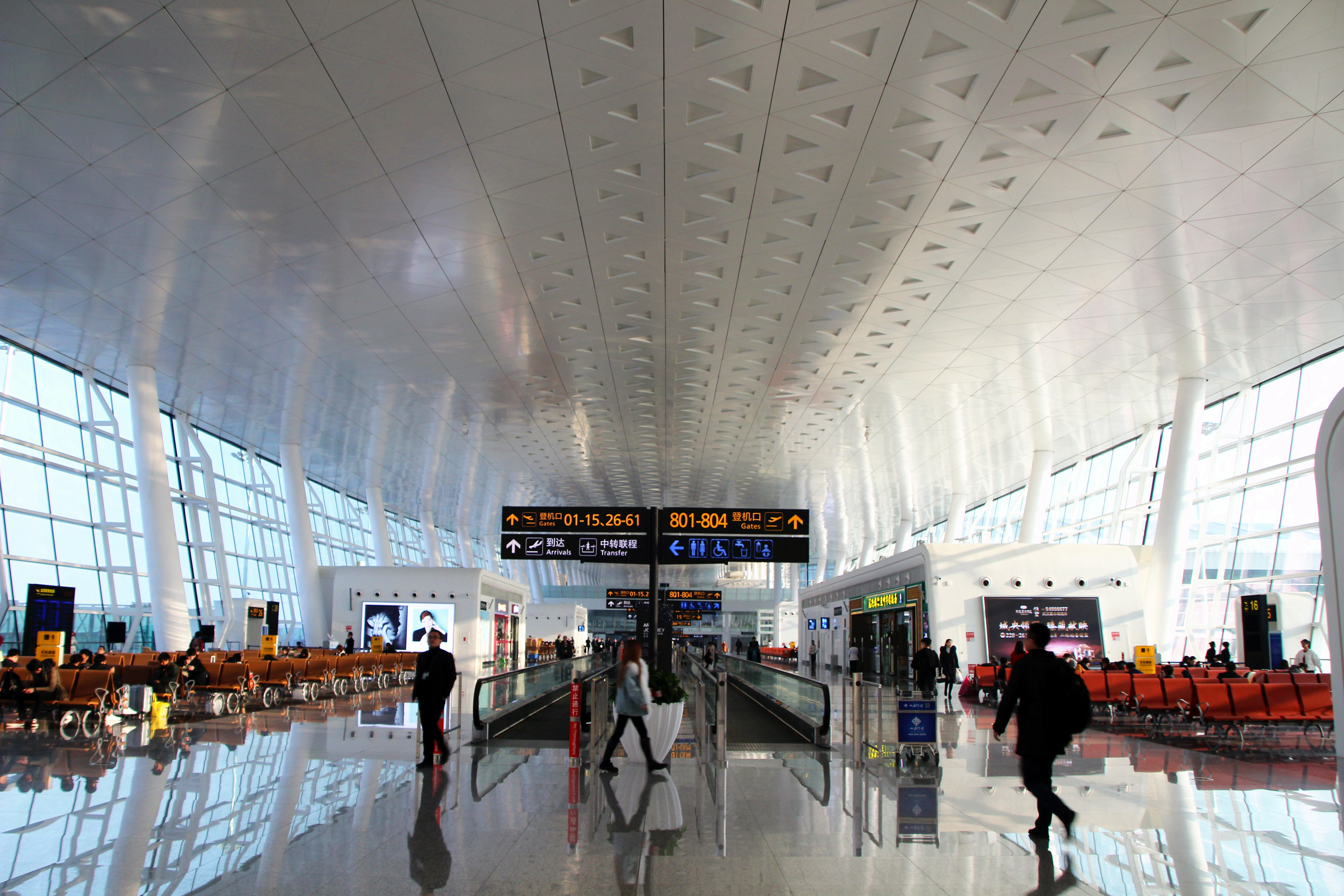
Terminal 3 de l'aéroport international de Wuhan-Tianhe.
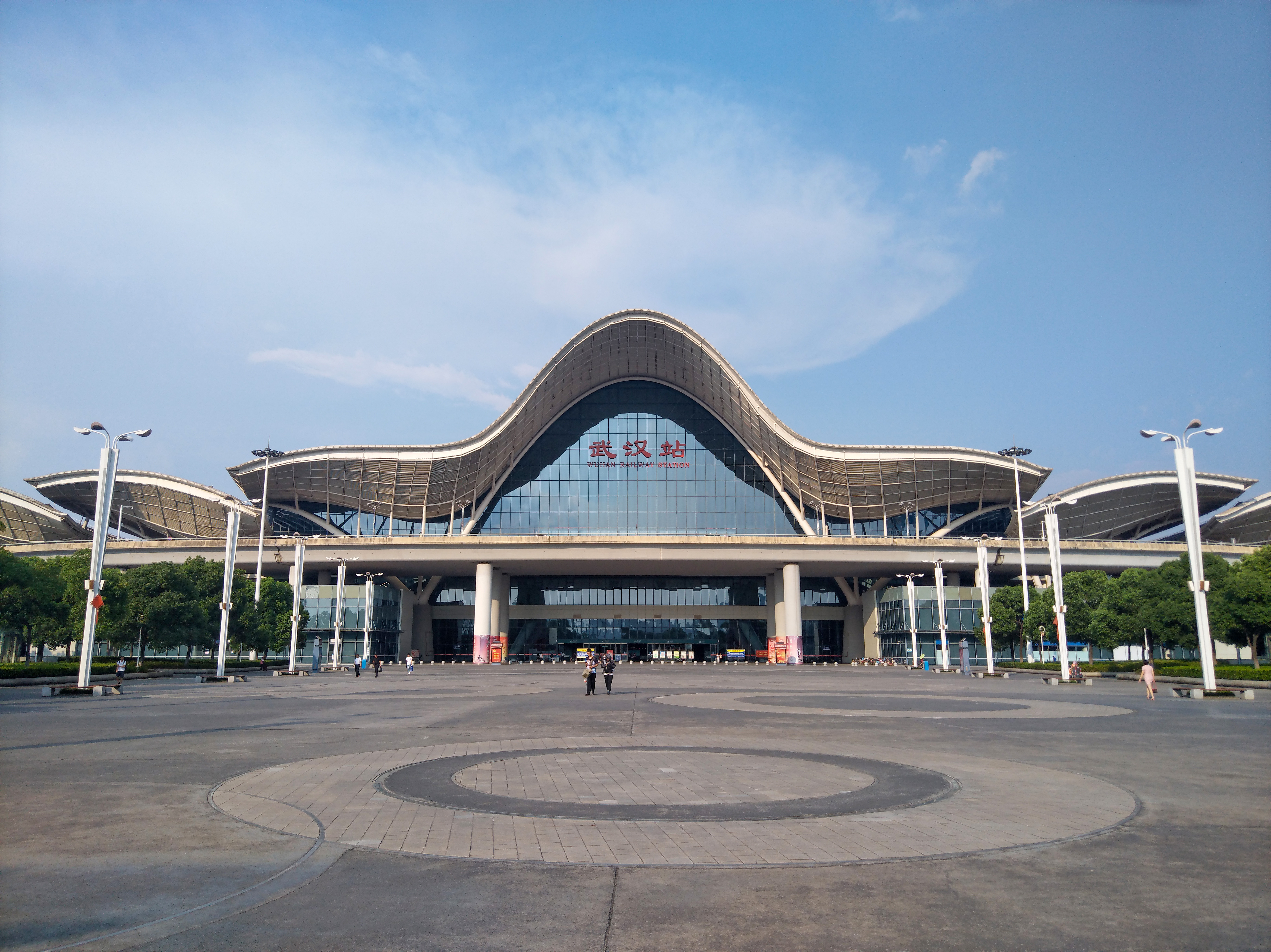
Gare de Wuhan, réservée aux trains à grande vitesse CRH/CR.
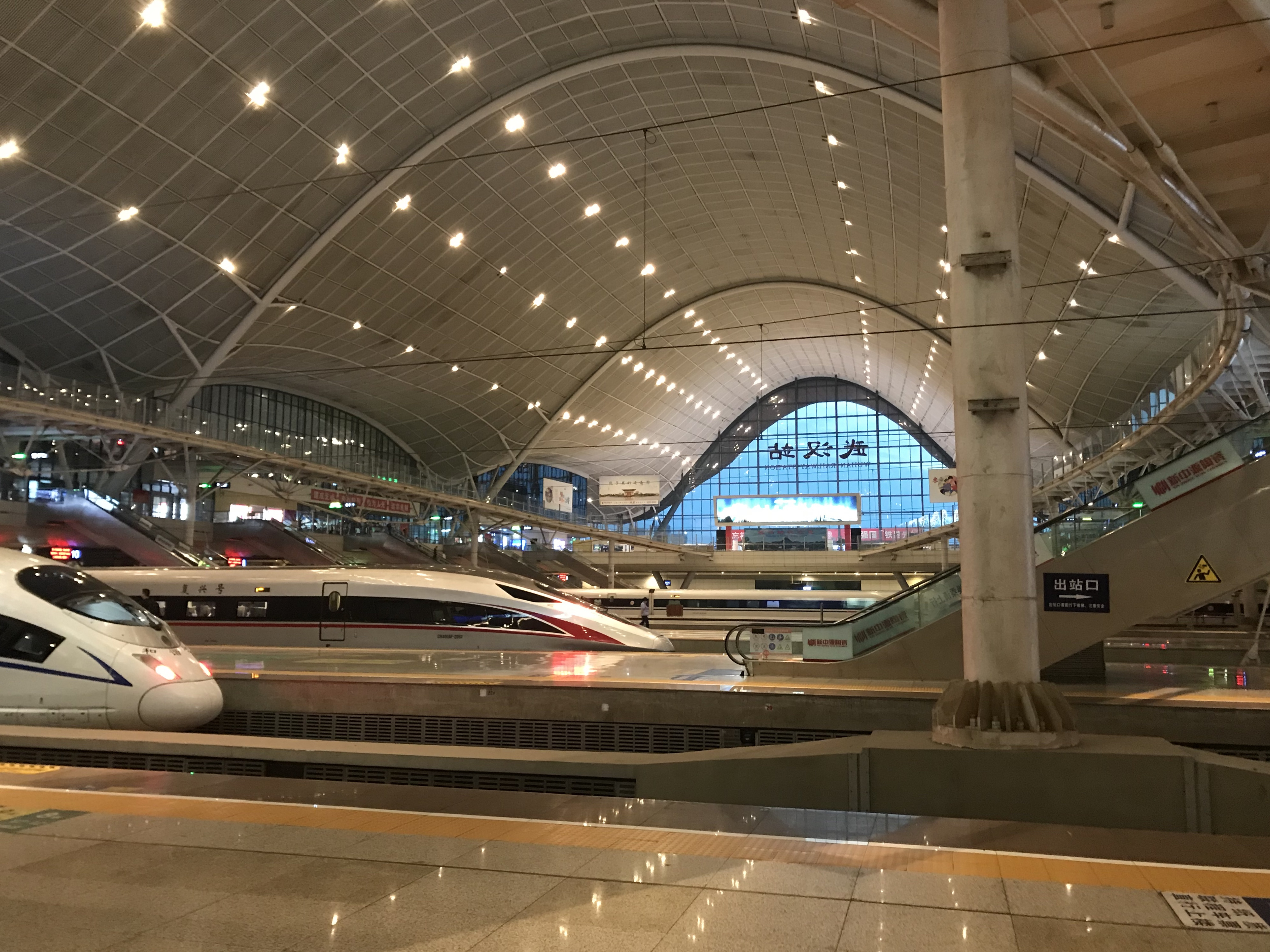
La gare de Wuhan dispose de 20 voies pour accueillir les trains à grande vitesse.

### Transport ferroviaire

Plan du métro de Wuhan.

Wuhan est à la jonction des voies à grande vitesse qui relient les principales agglomérations du pays : du nord au sud entre Pékin et Guangzhou, et d'ouest en est entre Shanghai et Chongqing. La ville dispose de trois gares principales :
- la gare de Wuhan inaugurée en 2009 est située au nord-est de la ville près du lac de l'Ouest. Elle dispose de 20 voies et accueille les trains à grande vitesse de la LGV Pékin - Hong Kong (350 km/h) qui relient Wuhan à Pékin (vers le nord) ou Canton (vers le sud) en 4 heures. Cette station est également le point de départ pour la ligne à grande vitesse (250 km/h) qui dessert les villes de Jiujiang et de Nanchang dans la province du Jiangxi et les trains intercités à destination de Huangshi et de Huanggang. La gare est desservie par la ligne 4 du métro de Wuhan ;
- la gare de Wuchang a été édifiée en 1916 mais elle a été déplacée à plusieurs reprises et son emplacement actuel remonte à 1957. Elle est située dans le district du même nom dispose de 12 voies. Elle accueille les trains à destination de Xianning (grande banlieue) ainsi que les trains intercités circulant sur les lignes classiques à destination de Pékin, Jiujiang, Hankou et Danjiangkou. La gare est desservie par la ligne 4 du métro de Wuhan ;
- la gare de Hankou est l'ancien terminus de la ligne de Pékin inauguré en 1903 mais qui a été déplacé plusieurs kilomètres au nord du centre-ville en 1991. La gare qui comporte 13 voies est le point de départ des trains à grande vitesse à destination de Hefei située à 250 kilomètres (350 km/h), Yichang distante de 291 km et Xiaogan ainsi que des intercités desservant la ville de Danjiangkou 411 kilomètres au nord. La ligne est desservie par la ligne 2 du métro de Wuhan.

Une ligne de fret relie par ailleurs Wuhan à Duisbourg (Allemagne) depuis 2014, et Vénissieux, commune de la banlieue lyonnaise, deux fois par semaine depuis avril 2016, avec un temps de transport réduit à 15 jours contre 2 mois par voie maritime. Jusqu'alors, aucun convoi chinois n'était jamais arrivé en France par voie ferrée. Selon le Nouvel Institut franco-chinois, les liens historiques entre la Chine et la métropole lyonnaise remontent à la route de la soie, deux missions commerciales en Chine ayant permis de donner un essor décisif aux soieries lyonnaises développées sous François Ier. Wuhan est également reliée à Madrid, ce qui constitue la plus longue liaison ferroviaire du monde avec environ 13 000 km. Cette ligne ferroviaire s’inscrit dans le cadre de la Nouvelle route de la soie. La desserte de Lyon est une prolongation occasionnelle de la ligne Wuhan-Duisbourg, activée en fonction de la demande. En 2015, 164 convois en provenance de Wuhan ont desservi le Vieux Continent. Selon Les Échos, « les convois vers la Chine sont plus difficiles à remplir, ce qui pose la question de la rentabilité de ces lignes. Car si le trajet est bien plus rapide (il faut compter 50 à 60 jours par bateaux, il est aussi bien plus coûteux que le fret maritime (jusqu’à 5 fois plus cher pour la ligne allant jusqu’à Madrid) ».

### Métro
Le métro de Wuhan, dont la première ligne a été inaugurée en 2004, s'est développé rapidement à compter de 2010. En 2019 il comprend 10 lignes totalisant 339 kilomètres de voies et desservant 228 stations. Une centaine de kilomètres supplémentaires sont en construction et des extensions supplémentaires sont d'ores et déjà programmées. Le métro transportait quotidiennement en moyenne 3 millions de passagers en 2019.

### Tramway
Wuhan dispose depuis le 28 juillet 2017 d'une première ligne de tramway longue de 16,8 kilomètres qui prolonge la ligne 3 du métro. Cette ligne est la première d'un réseau baptisé Auto-city qui doit comprendre à terme environ 200 kilomètres de voie. Dans l'Optics Valley (zone de développement des nouvelles technologies de Donghu) deux lignes de tramway totalisant 36,4 kilomètres sont entrées en service en 2018.

Métro et tramway de Wuhan
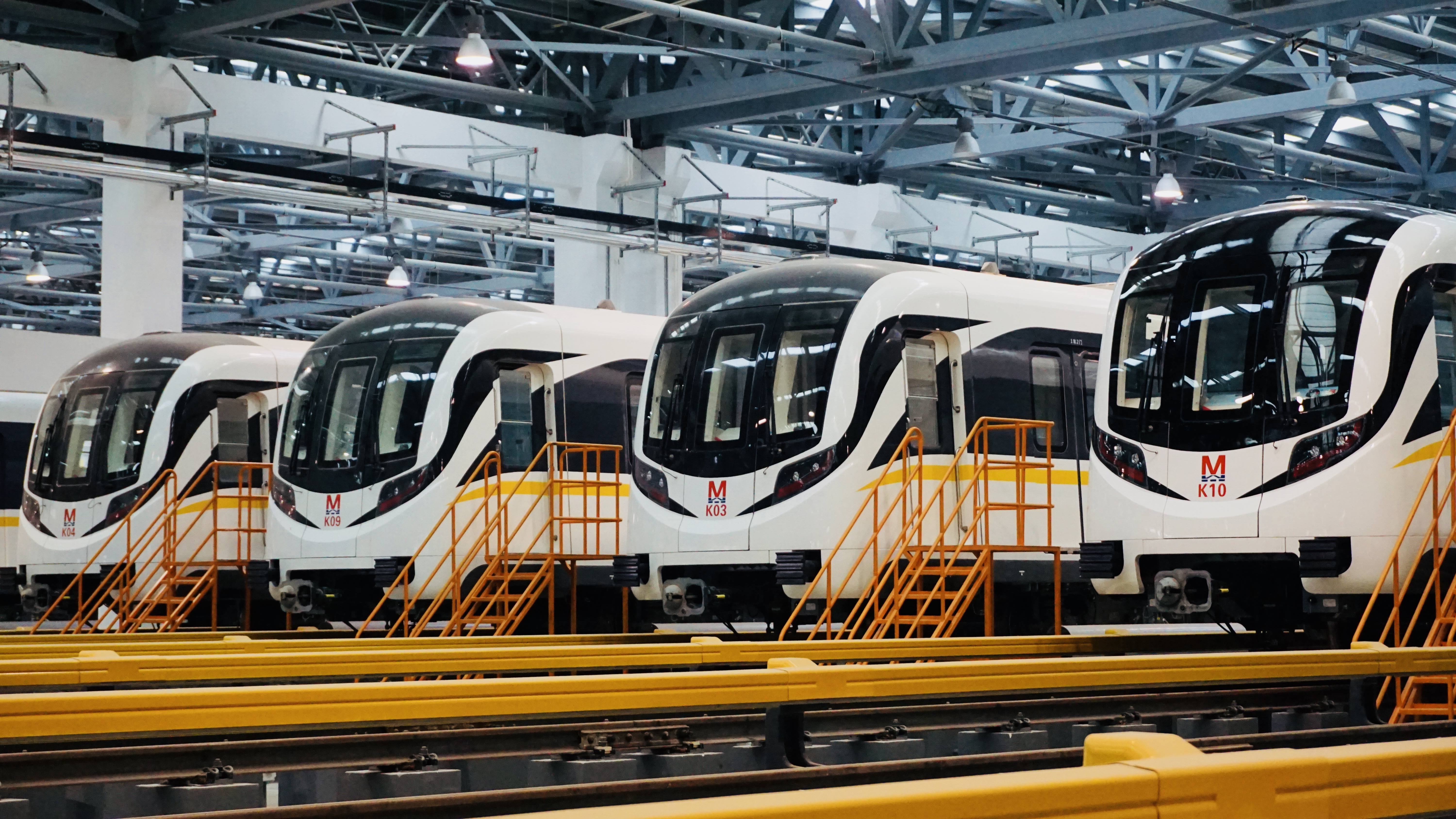
Dépôt des rames de la ligne 11 du métro de Wuhan
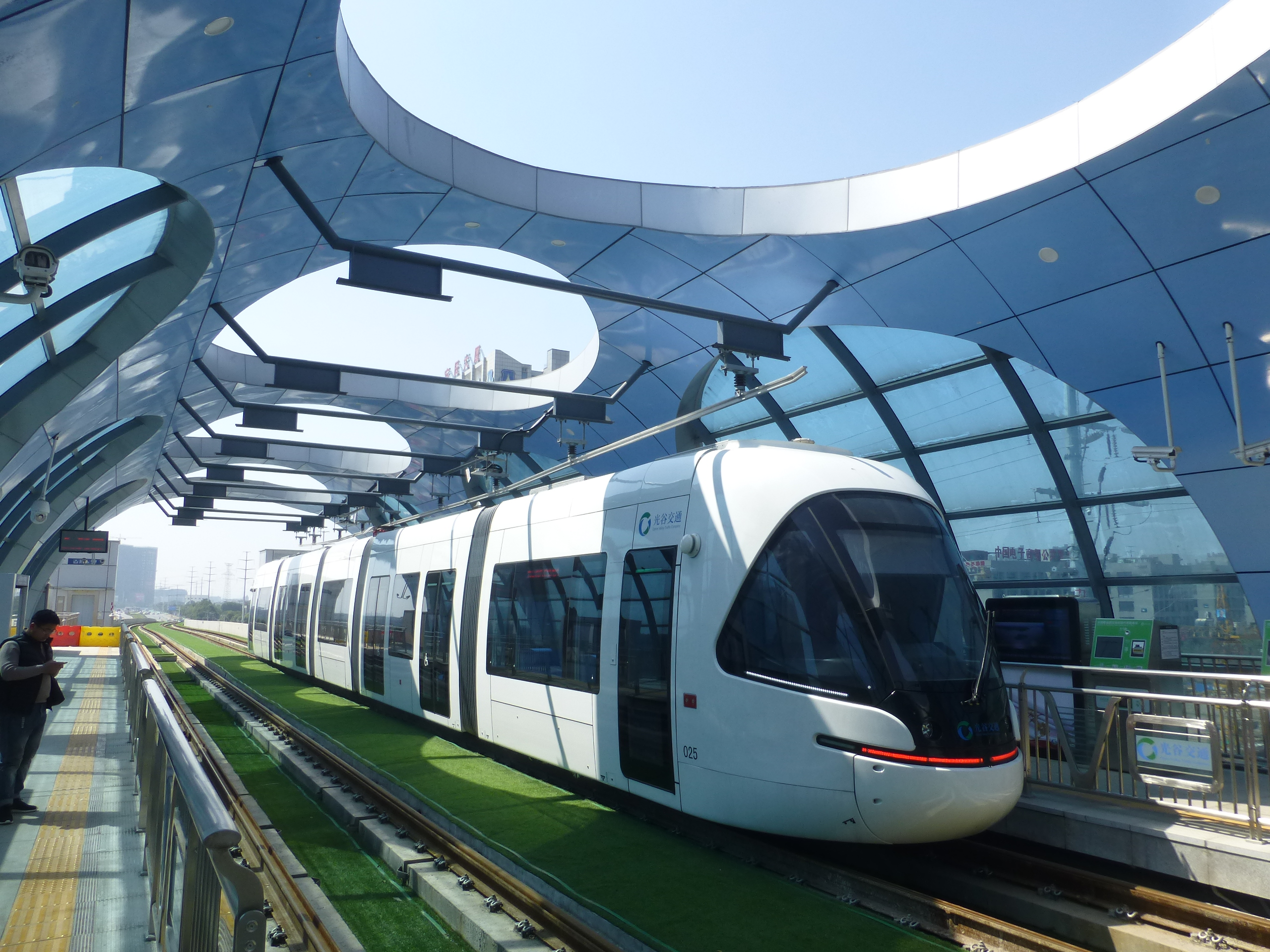
Tramway de l'Optics Valley près de la station Wudayuan.

## Enseignement

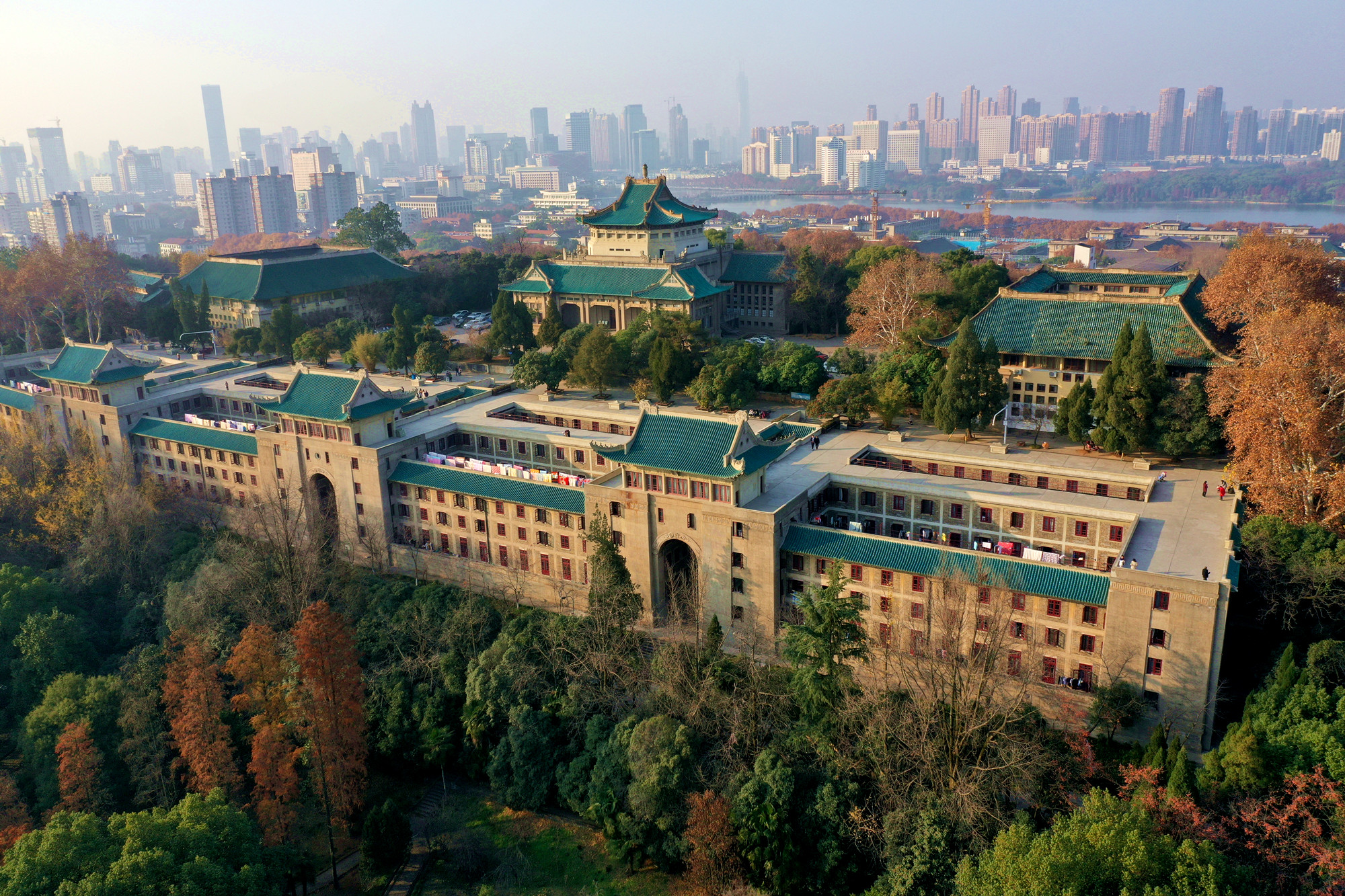
Bâtiments de l'université de Wuhan.

### Principales universités
La ville de Wuhan est un grand centre d'enseignement supérieur qui regroupe plusieurs centaines de milliers d'étudiants. L'université de Wuhan (abrégé en 武大, wǔdà), fondée en 1893, comprend 6 facultés (Art libéral, Droit, Sciences, Ingénierie, Agriculture et Médecine) qui comptent 50 000 étudiants en tout. Bénéficiant d'un bon classement international, elle dispose de l'un des plus beaux campus du pays. L'université centrale des sciences et de la technologie de Chine (Huazhong University of Science and Technology ou HUST) est l'une des meilleures universités du pays. Située au bord du lac de l'Est elle comprend 12 facultés qui regroupent 60 000 étudiants. Elle comprend un centre de recherche d'envergure nationale, le laboratoire national d'optoélectronique de Wuhan. Elle fait partie du projet 211 qui finance les 100 premières universités du pays et du projet 985 qui a pour objectif de promouvoir les universités sur la scène internationale.

### Coopération avec les établissements d'enseignement supérieurs français
Wuhan étant un ancien comptoir français, de nombreuses sociétés françaises y sont installées ainsi qu'aux alentours (Citroën, Peugeot à Jingzhou). Des échanges existent avec l'Université de Lorraine, l'université Lille-II, l'université Blaise-Pascal et l'ENSA Paris-Val de Seine. Un buste d'Alain Peyrefitte, homme politique français sinophile, et auteur de nombreux ouvrages sur la Chine, y est érigé. Les liens entre les diverses unités d'enseignement de Wuhan et la France sont nombreux.
- Les besoins de la Chine en matières premières rendent l'apprentissage du français très recherché, pour conquérir les marchés d'Afrique francophone. Aussi, les effectifs d'étudiants en français sont importants.
- Une Filière Médicale Francophone se développe depuis près de 25 ans et a formé plus de 400 étudiants. Des professeurs de la Faculté de Médecine de Nancy vont enseigner leurs spécialités en langue française aux étudiants de cette filière. Chaque année, quinze d'entre eux sont accueillis en stage de formation à la faculté et au CHU de Nancy. Près d'une quarantaine ont poursuivi leurs études et leurs recherches à Nancy et ont obtenu un doctorat d'Université. Grâce à cette collaboration, l'hôpital universitaire Zhongnan veut devenir le premier centre hospitalier universitaire franco-chinois.
- L'université de Wuhan est la première université chinoise qui enseigne la licence de gestion, diplôme national français. Ce programme qui accueille plus de cent étudiants chinois, fait l'objet d'une année préparatoire d'apprentissage de la langue française. Les étudiants ayant validé les quatre premiers semestres peuvent terminer les deux derniers semestres d'études à l'université Lille-II (UFR École supérieure des affaires), où est délivré le même diplôme. Les enseignements sont dispensés par un corps professoral français et chinois.
- En juin 2005, la faculté de droit de l'université de Wuhan a rencontré la faculté de droit de Lille-II. En juin 2006, les termes d'une coopération étroites entre les deux facultés ont été définis et ont abouti à la création d'un diplôme spécifique : le diplôme universitaire d'études juridiques françaises pour étudiants étrangers (DUEE). Dans le cadre de ce programme, les étudiants de la faculté de droit de Wuhan reçoivent un enseignement préparatoire à leurs études françaises (terminologie juridique et introduction au droit français) pendant les deux années précédant leur venue en France. Ils reçoivent ensuite, à l'Université Lille-II pendant un an, des enseignements correspondant aux matières principales du droit français, aux côtés des étudiants français. Les enseignements qui sont validés font l'objet d'une équivalence en Chine pour la troisième année de droit à l'université de Wuhan.
- L'université de technologie de Wuhan accueille des étudiants français en dernière année d'école d'ingénieurs à l'ISEP et l'EFREI, pour un ou deux semestres d'études. Des conventions d'échange avec l'université de technologie de Belfort-Montbéliard sont également établies, notamment dans l'ingénierie informatique et mécanique. Certains étudiants de l'ISEP peuvent passer un mois sur le campus de HUST pour apprendre le chinois.
- La ville de Wuhan étant jumelée avec Bordeaux, l'école des langues étrangères de Wuhan accueille chaque année trois élèves du lycée Michel-Montaigne de Bordeaux pour une année d'apprentissage du chinois.
- Ayant un de ses campus à Bordeaux, l'école de commerce « Kedge Business School » propose également comme partenaire d'échange académique, l'université de technologie de Wuhan.

L’Alliance française de Wuhan (武汉法语联盟) a été fondée en 2000 en collaboration avec l'université de Wuhan. Elle a pour mission de promouvoir la langue française et les cultures francophones et d'encourager les échanges culturels, intellectuels et artistiques entre la Chine et le monde francophone.

### Recherche
Le Bureau pour l'aménagement de la vallée du Yangzi a été installé à Wuhan en 1956.
La ville possède également un centre d'études sismiques.

## Politique et administration

### Subdivisions administratives
Wuhan est une ville sous-provinciale c'est-à-dire qu'elle constitue une entité administrative de niveau 2 au-dessous de celui d'une province ou d'une des quatre municipalités (Pékin, Shanghai, Tianjin et Chongqing.). À ce titre la ville est gouvernée par le gouverneur de la province de Hubei mais son maire est autonome dans le domaine de l'économie et de la justice. La ville, dont la superficie est 8 494 km2, englobe la ville proprement dite et de grandes régions rurales. Elle est divisée en 13 districts dont cinq ont une densité inférieure à 500 habitants au km2 Le recensement de 2010 indique que ces 13 districts sont composés de 160 cantons qui regroupent 156 sous-districts, 3 bourgs et 1 bourg-canton,.
| Carte de l'agglomération de Wuhan | District                        | Chinois (chinois simplifié)     | pinyin    | Population (recensement de 2010), | Superficie (km2) | Densité (/km2) |
| --- | ------------------------------- | ------------------------------- | --------- | --------------------------------- | ---------------- | -------------- |
| \| 1 2 3 Hanyang Wuchang Qingshan Hongshan Dongxihu Hannan Caidian Jiangxia Huangpi Xinzhou Districts d'Hankou 1. Jiang'an 2. Jianghan 3. Qiaokou \| |                                 |                                 |           |                                   |                  |                |
| Districts centraux | Districts centraux              | Districts centraux              | 6 434 373 | 888,42                            | 7 242            |                |
| Jiang'an | 江岸                            | Jiāng'àn Qū                     | 895 635   | 64,24                             | 13 942           |                |
| Jianghan | 江汉                            | Jiānghàn Qū                     | 683 492   | 33,43                             | 20 445           |                |
| Qiaokou | 硚口                            | Qiáokǒu Qū                      | 828 644   | 46,39                             | 17 863           |                |
| Hanyang | 汉阳                            | Hànyáng Qū                      | 792 183   | 108,34                            | 7312             |                |
| Wuchang | 武昌                            | Wǔchāng Qū                      | 1 199 127 | 87,42                             | 13 717           |                |
| Qingshan | 青山                            | Qīngshān Qū                     | 485 375   | 68,4                              | 7 096            |                |
| Hongshan | 洪山                            | Hóngshān Qū                     | 1 549 917 | 480,2                             | 3 228            |                |
| Districts de banlieue et ruraux | Districts de banlieue et ruraux | Districts de banlieue et ruraux | 3 346 271 | 7 605,99                          | 440              |                |
| Dongxihu | 东西湖                          | Dōngxīhú Qū                     | 451 880   | 439,19                            | 1 029            |                |
| Hannan | 汉南                            | Hànnán Qū                       | 114 970   | 287,70                            | 400              |                |
| Caidian | 蔡甸                            | Càidiàn Qū                      | 410 888   | 1108,1                            | 371              |                |
| Jiangxia | 江夏                            | Jiāngxià Qū                     | 644 835   | 2 010                             | 321              |                |
| Huangpi | 黄陂                            | Huángpí Qū                      | 874 938   | 2 261                             | 387              |                |
| Xinzhou | 新洲                            | Xīnzhōu Qū                      | 848 760   | 1 500                             | 566              |                |
| Rivières et lacs (水上地区) | Rivières et lacs (水上地区)     | Rivières et lacs (水上地区)     | 4 748     | -                                 | -                |                |
| Total | Total                           | Total                           | 9 785 392 | 8 494,41                          | 1 152            |                |
| 1 2 3 Hanyang Wuchang Qingshan Hongshan Dongxihu Hannan Caidian Jiangxia Huangpi Xinzhou Districts d'Hankou 1. Jiang'an 2. Jianghan 3. Qiaokou       |                                 |                                 |           |                                   |                  |                |

### Jumelages
- Essonne (France)
- Khartoum (Soudan)
- Kiev (Ukraine)
- Bordeaux (France)
- Ōita (Japon)
- Pittsburgh (États-Unis)
- Duisbourg (Allemagne)
- Manchester (Royaume-Uni)
- Christchurch (Nouvelle-Zélande)
- Ashdod (Israël)
- Arnhem (Pays-Bas)
- Sankt Pölten (Autriche)
- Houston (États-Unis)
- São Luís (Maranhão) (Brésil)

## Démographie
La ville de Wuhan compte 8,9 millions d’habitants en 2018. Au cours des dernières décennies, elle a connu une croissance démographique soutenue : sa population n'était que de 6,638 millions habitants en 2000. La croissance a été de 0,27 % en 2018 supérieure à celle de 2017 ainsi qu'à celle des villes de Pékin et Shanghai. La population totale y compris les zones rurales est de 11 millions habitants en 2018.
Selon le China Urban Construction Statistical Yearbook 2017 (Urban Population and Urban Temporary Population), compte non tenu de son agglomération, avec 8 684 800 habitants, il s'agit en 2017 de la cinquième ville la plus peuplée de Chine après Shanghai (24 183 300), Pékin (18 766 000), Shenzhen (12 528 300) et Canton (11 849 900) ; elle est suivie de près par Chongqing (8 650 600 habitants) et Tianjin (8 469 000), et un peu plus loin par Chengdu (7 667 200).
Compte tenu des évolutions annuelles de ces villes (notamment en fonction des méthodes de dénombrement), elle serait au septième rang en 2018 avec 8 896 900 habitants : après Shanghai (24 237 800), Pékin (21 542 000), Shenzhen (12 905 000), Canton (14 904 400), Chongqing (8 650 600 en 2017) et Tianjin (8 469 000 en 2017) ; elle est suivie par Chengdu (7 667 200 en 2017).

## Culture et patrimoine

### Langues
En dehors du mandarin, le wuhanais (武汉话, wǔhànhuà), en tant que dialecte local y est toujours largement parlé. Il est proche des dialectes parlés dans les provinces du Sichuan et de Hunan. Un rap intitulé Zài Wǔhàn (在武汉, À Wuhan) célèbre en Chine, explique avec un certain cynisme les particularités de Wuhan en wuhanais.

### Sites touristiques et monuments

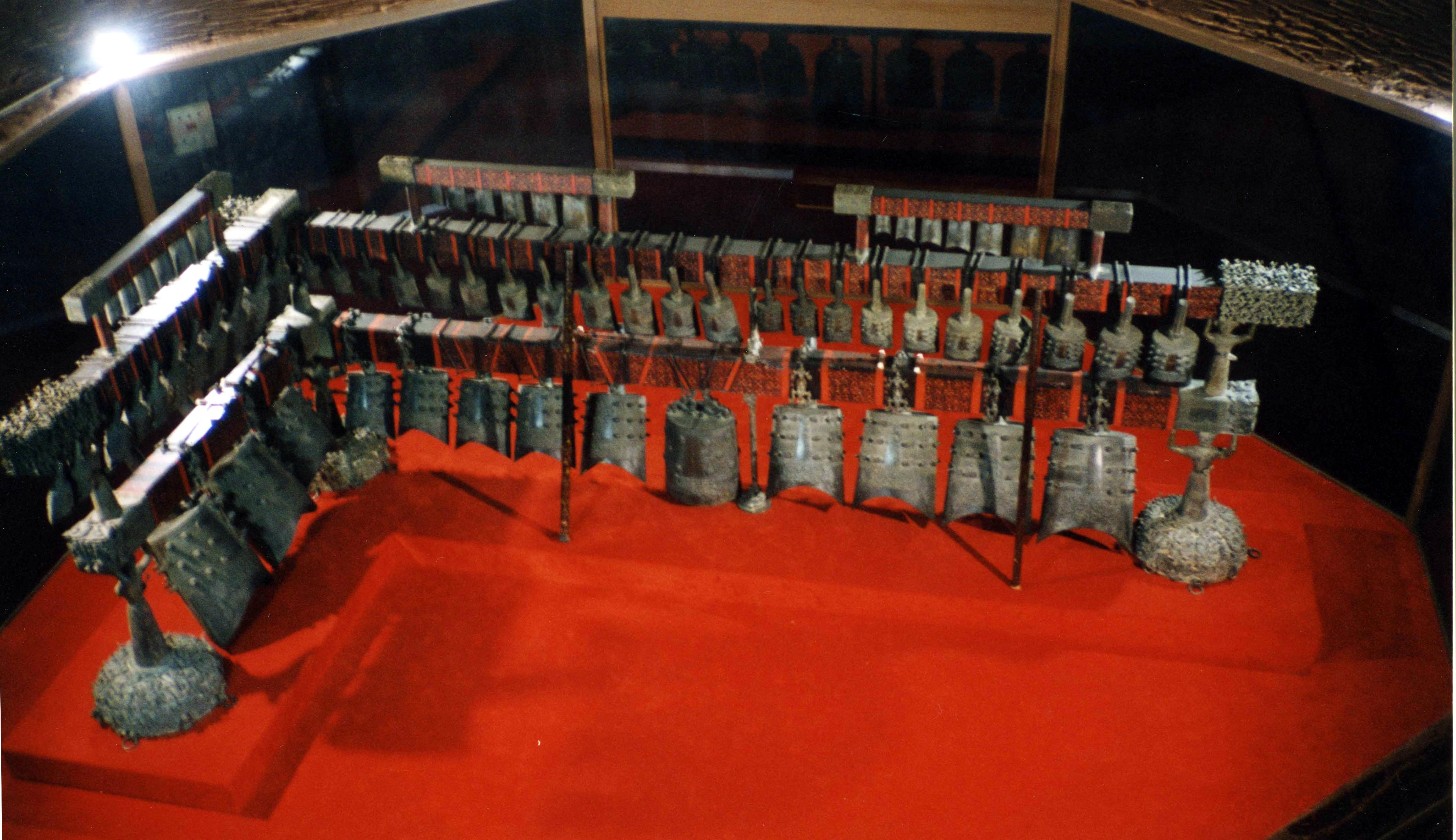
Un carillon de bronze composé de 65 cloches découvert dans la tombe du marquis Yi de Zeng est un des nombreux objets exposés au musée provincial du Hubei.

- Le lac de l'Est (东湖, dōnghú) est (33 km2) est avec le lac Tangxun (48 km2) le plus grand existant dans les limites d'une ville chinoise. Lieu de détente très fréquenté, il est bordé par plusieurs édifices remarquables comme l'université de Wuhan, la jardin botanique de Wuhan, deux musées et un grand parc.
- La tour de la Grue jaune (黄鹤楼, huánghè lóu) haute de 51,4 mètres a été édifiée vers 223). Elle a été détruite puis reconstruite à 12 reprises par la suite. Sa dernière reconstruction date de 1985 et il est aujourd'hui le monument emblématique de la ville de Wuhan.
- Le musée de la révolution de 1911 (辛亥革命博物馆, xīnhài gémìng bówùguǎn) et la statue de Sun Yat-sen (孙中山, Sūn Zhōngshān) sur la « place de l'Initiateur de la révolution » (首义广场, shǒuyì guǎngchǎng), à Wuchang, en référence au soulèvement de Wuchang de 1911.
- Le musée provincial du Hubei (湖北省博物馆, Húběishěng bówùguǎn) est un établissement d'envergure nationale qui rassemble plus de 200 000 objets historiques et culturels dont ceux découverts dans la tombe du marquis Yi de Zeng (Ve siècle av. J.-C.).
- La montagne de la tortue (龟山, guīshān).
- L'université de Wuhan
- Le temple Guiyuan
- Le temple de Gude
- L'église Saint-Alexandre-Nevski, une église orthodoxe russe.
- Chuhehanjie, artère commerçante au bord du fleuve Chu
- Le grand pont du Changjiang de Wuhan (武汉长江大桥) est le premier ouvrage qui a franchi le Yangzi Jiang.
- Le parc d'attraction Happy Valley, et Parc aquatique Maya Beach de Wuhan

### Architecture et urbanisme

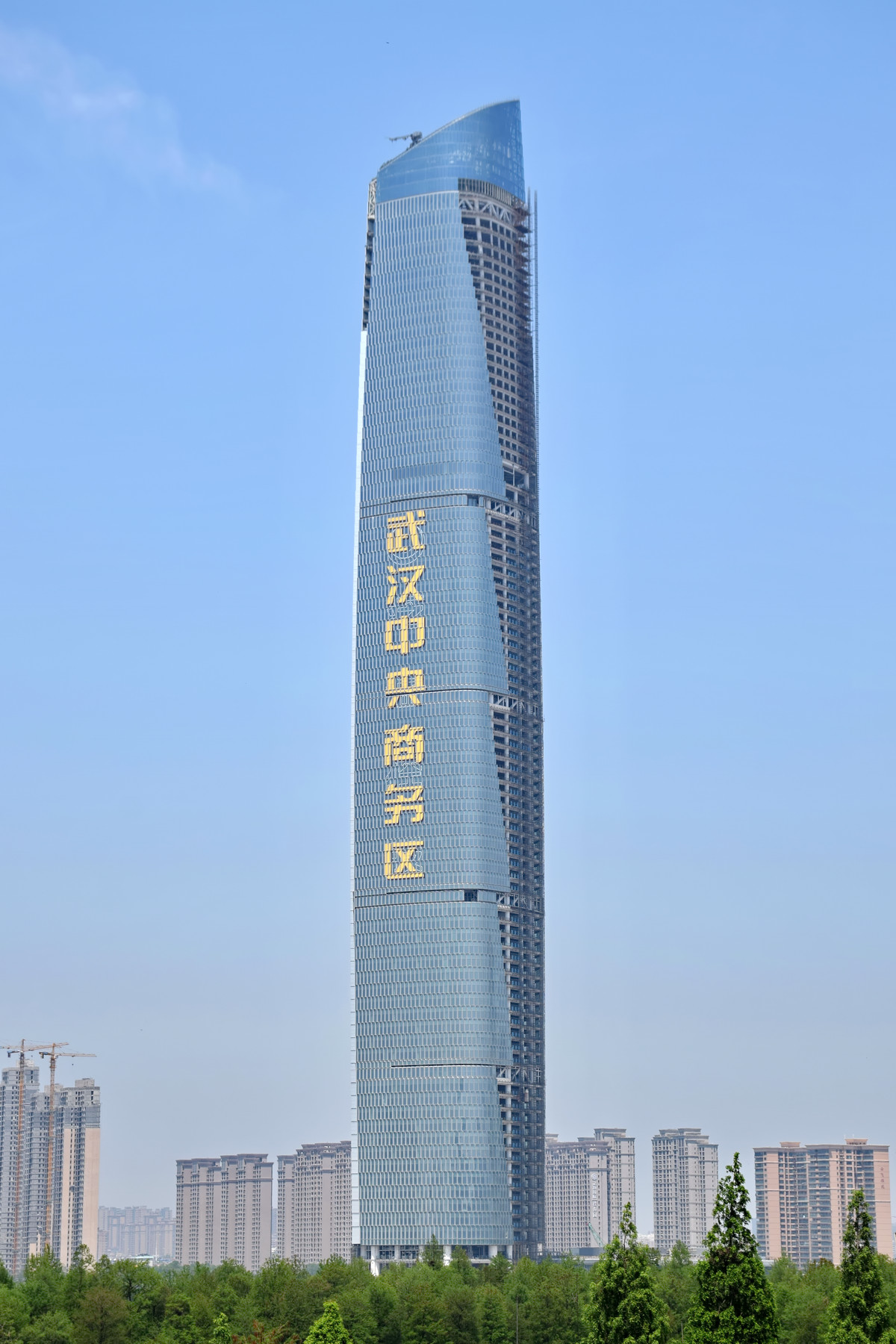
Le Wuhan Center est avec une hauteur de 438 mètres le plus haut des gratte-ciels de la ville.

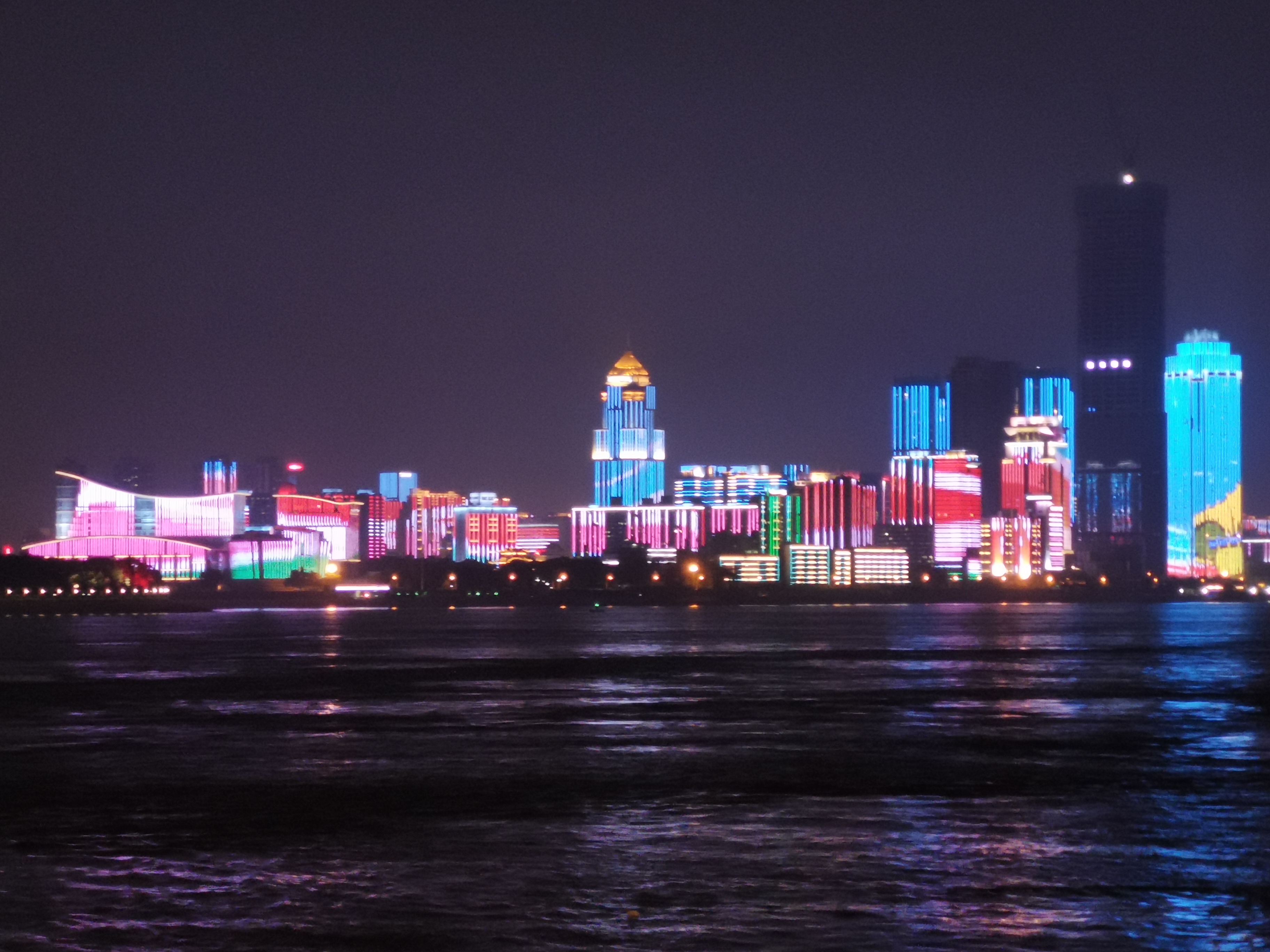
Au bord du fleuve Yangzi, la nuit.

Comme dans toutes les grandes villes de Chine, un grand nombre de gratte-ciels ont été construits à Wuhan depuis la fin des années 1980. En 2015, on y comptait plus de 130 gratte-ciels. Le Minsheng Bank Building, achevé en 2008 et haut de 331 mètres, était le plus haut de la ville jusqu'à l'inauguration du Wuhan Center (438 mètres) en 2018. Celui-ci devrait être à son tour dépassé par le Wuhan Greenland Center qui devait atteindre 476 mètres.

### Cuisine
- Brème de Wuchang (武昌鱼, wǔchāng yú).
- Nuomiji (zh) (糯米鸡, nuòmǐjī, « poulet au riz gluant »).
- Re gan mian (热干面, rè gān miàn, « nouilles sèches chaudes »), nouilles avec sauce sésame, piment, coriandre.

### Culture populaire contemporaine
- Le titre rap « Zai Wuhan » (在武汉, zài wǔhàn), en langue de Wuhan, décrit les spécificités de la ville, telles que vues par les locaux.
- Wuhan est cité dans la chanson Mao de Ludwig von 88, sur l'album La révolution n'est pas un dîner de gala : « Au combinat sidérurgique de la ville Wu-Han, il y a des hommes il y a des femmes qui déplacent les montagnes ».
- Le film Le Lac aux oies sauvages de Diao Yi'nan, sorti en 2019, est situé à Wuhan.

### Littérature
La romancière contemporaine Chi Li, qui est née non loin de Wuhan et y vit, a fait de cette cité, en particulier de Hankou, le cadre de plusieurs de ses récits. Elle décrit les transformations qu'elle a connues dans les dernières décennies dans Pour qui te prends-tu?, le trajet quotidien d'un ouvrier qui traverse le fleuve dans Triste vie, l'atmosphère d'un marché de nuit où l’héroïne est réputée pour les cous de canard qu'elle y vend dans Le Show de la vie.

### Personnalités liées à la municipalité
- Fang Fang (1955-), romancière et essayiste chinoise.
- Zhou Jihong (1965-), championne olympique de plongeon.
- Qiao Hong (1968-), pongiste, double championne olympique.
- Gao Ling (1979-), deux fois championne olympique de badminton en double mixte.
- Li Na (1982-), joueuse de tennis de niveau international.
- Li Wenliang (1986-2020), ophtalmologue et lanceur d'alerte.
- Zhu Yilong (1988-), acteur.
- Edward Leung (1991-), militant indépendantiste.

### Filmographie
- Michel Régnier, Un mois à Woukang, documentaire réalisé en 1980 (visible ici).